# Chlamydopsis longipes
Chlamydopsis longipes är en skalbaggsart som beskrevs av Lea 1910. Chlamydopsis longipes ingår i släktet Chlamydopsis och familjen stumpbaggar. Inga underarter finns listade i Catalogue of Life.